# 먹파리
먹파리(Black fly) 또는 검은파리는 파리목 먹파리과에 속하는 작고 검은 파리류의 총칭이다. 그들은 등에모기과, 깔따구과, Thaumaleidae와 가깝다. 성충은 사람이나 포유동물의 피를 빨고, 유충은 흐르는 물 속에서 산다.

## 하위 분류
- Parasimuliinae
- Simuliinae

## 계통 분류
다음은 1995년 생명의 나무 웹 프로젝트(The Tree of Life Web Project)에서 제안된 모기하목의 계통 분류이다.

|  | 먹파리과                                                |
|  |                                                         |
|  | \| \| 등에모기과 \| \| \| \| \| \| 깔따구과 \| \| \| \| |
|  |                                                         |
|  | 등에모기과                                              |
|  |                                                         |
|  | 깔따구과                                                |
|  |                                                         |

|  | 등에모기과 |
|  |            |
|  | 깔따구과   |
|  |            |

|  | 먹파리과                                                |
|  |                                                         |
|  | \| \| 등에모기과 \| \| \| \| \| \| 깔따구과 \| \| \| \| |
|  |                                                         |
|  | 등에모기과                                              |
|  |                                                         |
|  | 깔따구과                                                |
|  |                                                         |

|  | 등에모기과 |
|  |            |
|  | 깔따구과   |
|  |            |

|  | 코레트렐라과                                        |
|  |                                                     |
|  | \| \| 털모기과 \| \| \| \| \| \| 모기과 \| \| \| \| |
|  |                                                     |
|  | 털모기과                                            |
|  |                                                     |
|  | 모기과                                              |
|  |                                                     |

|  | 털모기과 |
|  |          |
|  | 모기과   |
|  |          |

|  | 코레트렐라과                                        |
|  |                                                     |
|  | \| \| 털모기과 \| \| \| \| \| \| 모기과 \| \| \| \| |
|  |                                                     |
|  | 털모기과                                            |
|  |                                                     |
|  | 모기과                                              |
|  |                                                     |

|  | 털모기과 |
|  |          |
|  | 모기과   |
|  |          |

|  | 먹파리과                                                |
|  |                                                         |
|  | \| \| 등에모기과 \| \| \| \| \| \| 깔따구과 \| \| \| \| |
|  |                                                         |
|  | 등에모기과                                              |
|  |                                                         |
|  | 깔따구과                                                |
|  |                                                         |

|  | 등에모기과 |
|  |            |
|  | 깔따구과   |
|  |            |

|  | 먹파리과                                                |
|  |                                                         |
|  | \| \| 등에모기과 \| \| \| \| \| \| 깔따구과 \| \| \| \| |
|  |                                                         |
|  | 등에모기과                                              |
|  |                                                         |
|  | 깔따구과                                                |
|  |                                                         |

|  | 등에모기과 |
|  |            |
|  | 깔따구과   |
|  |            |

|  | 코레트렐라과                                        |
|  |                                                     |
|  | \| \| 털모기과 \| \| \| \| \| \| 모기과 \| \| \| \| |
|  |                                                     |
|  | 털모기과                                            |
|  |                                                     |
|  | 모기과                                              |
|  |                                                     |

|  | 털모기과 |
|  |          |
|  | 모기과   |
|  |          |

|  | 코레트렐라과                                        |
|  |                                                     |
|  | \| \| 털모기과 \| \| \| \| \| \| 모기과 \| \| \| \| |
|  |                                                     |
|  | 털모기과                                            |
|  |                                                     |
|  | 모기과                                              |
|  |                                                     |

|  | 털모기과 |
|  |          |
|  | 모기과   |
|  |          |

## 먹파리의 피해
흡혈이라는 모기와 비슷한 피해를 입히지만 가려움과 상처 등이 모기에 비해 두드러진다는 특징이 있다. 또한 먹파리의 타액 성분은 모기에 비해 독성이 세서 심한 알레르기 반응을 일으킬 수 있다.
사람에 따라 고열, 두통, 메스꺼움, 기침, 발열 등의 증상을 유발할 수 있다.

## 먹파리에 물렸을 때 대처법
먼저 물린 환부의 열을 낮추는 것이 급선무이다.
모기와 마찬가지로 물린 부위를 긁어서 안되고 열을 낮추기 위하여 얼음찜질을 15분 간격으로 실시하는 것이 좋다.
물린 부위는 뜨거운 물보다는 차가운 물로 씻어주는 것이 좋다.

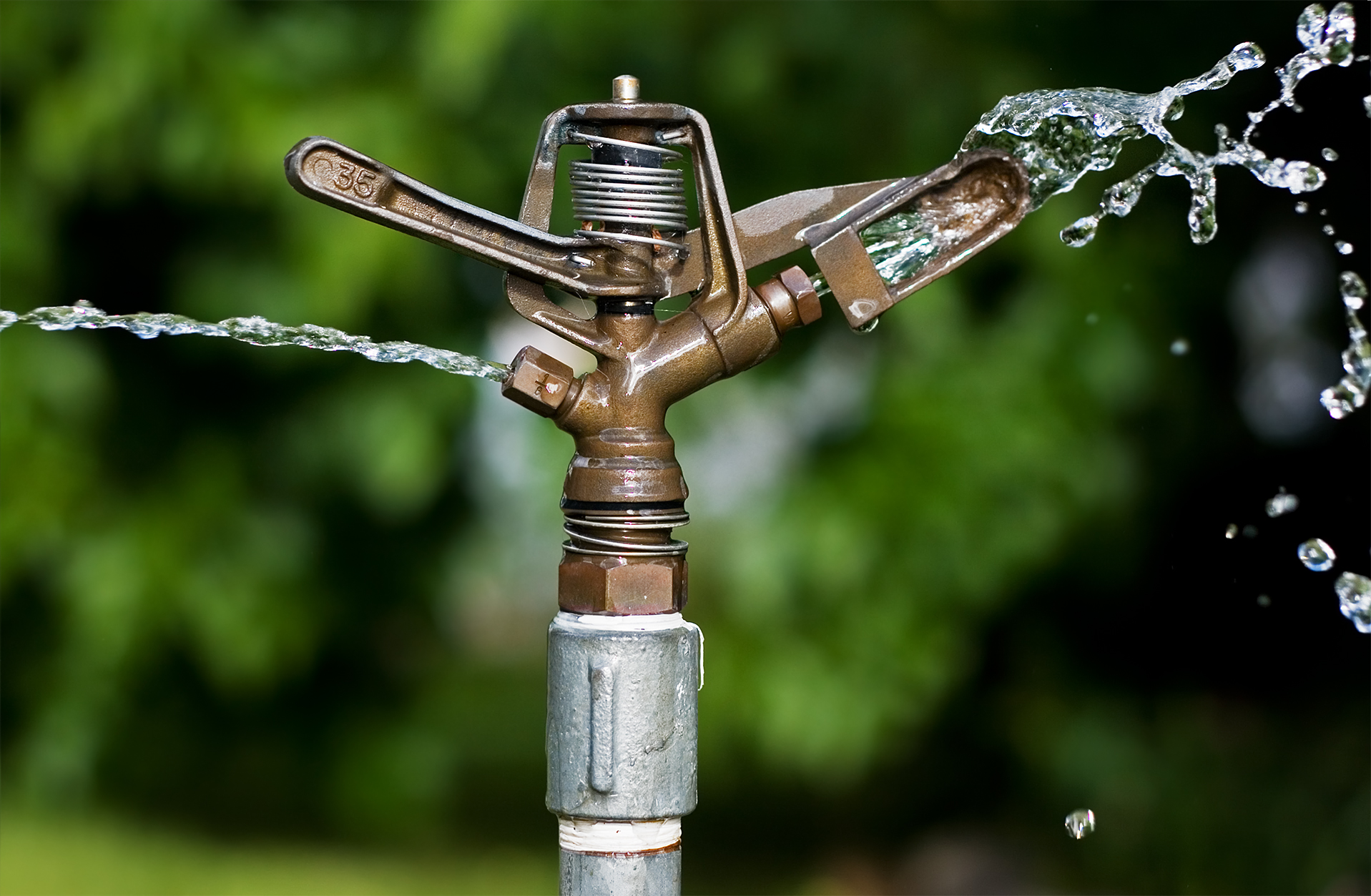
환부를 흐르는 차가운 물에 씻는 것이 좋다

물린 부위에 코리티손이나 국소 스테로이드가 포함된 약을 바르는 것이 좋다. 심해질 경우에는 바로 피부과에 가서 진찰받은 후 적절한 치료가 필수적이다. 하지만 먹파리에 적합한 치료제가 없어 안타까운 실정이다.